# 杉浦洸
杉浦 洸（すぎうら ひろし）は、日本のミュージカル俳優である。劇団四季所属。

## 経歴
2013年に劇団四季研究所入所。翌年1月に『美女と野獣』で初舞台を踏む。

## 人物
母親が声楽の先生、父親はオーボエ奏者。大学ではミュージカルサークルに所属。

## 出演作品
- 美女と野獣（アンサンブル）
- オペラ座の怪人 （アンサンブル9枠）
- リトルマーメイド （アンサンブル1枠、シェフ・ルイ/リーワード）
- アナと雪の女王 （ハンス）[1]
- ジョン万次郎の夢（勝海舟）